# Kollwitz – Ein Leben in Leidenschaft
Kollwitz – Ein Leben in Leidenschaft ist eine Dokumentation von Henrike Sandner, Yury Winterberg (Regie) und Sonya Winterberg (Buch) über die Grafikerin, Malerin und Bildhauerin Käthe Kollwitz.

## Inhalt
Die Dokumentation porträtiert das Leben und die künstlerische Entwicklung von Käthe Kollwitz (1867–1945), die durch ihre politische und sozial engagierte Kunst weltberühmt wurde. Anlass für die Produktion war ihr 150. Geburtstag am 8. Juli 2017. Der Film greift auf das Buch Kollwitz. Die Biografie zurück, das Sonya und Yury Winterberg 2015 vorgelegt hatten. Käthe Kollwitz war eine der ersten Frauen, die in München Kunst studierten. Bereits im deutschen Kaiserreich wurde sie zu einer anerkannten Künstlerin. Die zentralen Themen ihrer Kunst waren Trauer, Verlust, Armut, Hunger und Krieg. Schicksalsschläge, wie der Verlust ihres Sohnes Peter im Ersten Weltkrieg, erschütterten ihr Leben. Sie verarbeitete die Trauer in ihrer Kunst. Zu den bekanntesten Werken zählen die Skulpturen Trauerndes Elternpaar auf dem Soldatenfriedhof Vladslo in Flandern und Mutter mit totem Sohn (1937–1939), deren vergrößerte Kopie in der Neuen Wache in Berlin steht. Der Film beleuchtet neben dem künstlerischen Werdegang auch die lebensbejahende und leidenschaftliche Frau. Zu Wort kommen Kollwitz-Experten, Wegbegleiter und Nachfahren wie die Enkelinnen der Künstlerin, Jutta Bohnke-Kollwitz und Jördis Erdmann.

## Produktionsinformationen
Kollwitz – Ein Leben in Leidenschaft ist eine Produktion von LOOKSfilm, Produzent Gunnar Dedio, im Auftrag von rbb und ARTE. Das Drehbuch schrieb Sonya Winterberg, Regie führten Henrike Sandner und Yury Winterberg, die Redaktion verantwortete Dagmar Mielke (rbb Fernsehen). Gedreht wurde unter anderem im Käthe Kollwitz Museum Köln sowie der Galerie Kornfeld in Bern und der Galerie St. Etienne in New York. Der Film wurde erstmals am 5. Juli 2017 auf ARTE ausgestrahlt.

## Kritik
Aus Anlass der Erstausstrahlung des Films erhielt Kollwitz – Ein Leben in Leidenschaft ein breites Medienecho. Die Berliner Zeitung schrieb: „Sonya und Yuri Winterberg, die vor zwei Jahren bereits eine Kollwitz-Biografie in Buchform veröffentlicht haben, legen mehr Wert auf die zeitgenössischen Umstände als auf die künstlerische Spezifik der Käthe Kollwitz. Deutlich wird das Bestreben, sie nicht nur als gramgeplagte Mutter zu beschreiben, die ihren Sohn im Krieg verlor, sondern deren Leidenschaften zu betonen. Aus den Tagebüchern, vorgetragen von Nina Hoger, spricht eine lebenslustige Frau, die dauernd verliebt war, selbst nach ihrer Hochzeit. Eine Skizze zeigt die ausgelassene Katerstimmung der Münchener ‚Malweiber‘, mit denen sie studierte.“
Auch der Tagesspiegel betonte: „Die Arte-Dokumentation von Henrike Sandner und Yury Winterberg erschließt weitere Aspekte im Leben und im Werk der von Kommunisten, Pazifisten und Feministinnen verehrten Ikone. (…) Ausführungen von Kollwitz-Expertinnen sowie persönliche Erinnerungen der beiden Enkelinnen Julia Bohnke-Kollwitz und Jördis Erdmann – die der Großmutter verblüffend ähneln – runden das formal unspektakuläre, aber dennoch inspirierende Porträt ab.“
Die Badische Zeitung ergänzte: „Die Nachkommen erzählen lebhaft von ihren Erinnerungen an die berühmte Großmutter. Sie schildern eine Frau, die unbeirrt ihren Weg ging, individuelle Freiheit beanspruchte und gleichzeitig der Familie sehr zugetan war.“
Die Frankfurter Rundschau urteilte: „Und so ist das Porträt nebenbei auch ein Film über die Zeitläufte, als Frauen erstmals für ihre Rechte auf die Straße gehen. Nach ihrer Hochzeit und dem Umzug nach Berlin bricht Kollwitz ein weiteres Tabu, als sie den Hunger der Kinder im Prenzlauer Berg in ihren Bildern aufgreift; soziale Verhältnisse kamen in der zeitgenössischen Kunst nicht vor. Von Kaiser Wilhelm II. stammt die Forderung, Kunst solle erheben und nicht in den Rinnstein hinabsteigen, weshalb die Kollwitz-Bilder fortan die Ehrenbezeichnung ‚Rinnsteinkunst‘ trugen. Abgerundet wird der knapp einstündige Film durch seine akustische Qualität: Den Kommentar spricht Christian Redl, die Tagebucheintragungen Nina Hoger.“
Im rbb Kulturradio würdigte Kulturkorrespondentin Maria Ossowski eine besondere Entdeckung des Films: „Sonya und Yury Winterberg ist es gelungen, auf einem Dachboden das früheste Selbstporträt der Kollwitz ausfindig zu machen.“
Im Filmtipp des Deutschlandfunk Kultur hieß es: „Der Film erzählt Leben und Werk dieser außergewöhnlichen Frau und zeigt viele bislang unbekannte Details ihrer Biografie.“